# Michael Seeling
Michael Seeling (* 1958 in Wuppertal) ist ein deutscher Bildhauer.

## Leben
Michael Seeling absolvierte zunächst von 1977 bis 1980 eine Lehre als Steinmetz und Steinbildhauer. Zwischen 1984 und 1990 studierte er dann Freie Bildende Kunst an der Gesamthochschule Kassel (GhK), wo er 1990 sein Examen bei Friedrich Salzmann und Harry Kramer ablegte. 1992 wurde ihm der Volker-Hinniger-Preis der Stadt Bamberg zugesprochen, 1996 der Kunstpreis der Stadtsparkasse Wuppertal. 1997 hielt Michael Seeling Gastvorträge an der Bauhaus-Universität Weimar und der Bergischen Universität Wuppertal. Von 2005 bis 2014 hatte er einen Lehrauftrag für Bildhauerei und interdisziplinäre Arbeit an der Freien Akademie der Bildenden Künste (fadbk) Essen, zu deren Aufbau und Weiterentwicklung zur Hochschule der bildenden Künste Essen (HDBK) er einen bedeutenden Beitrag leistete.
Michael Seeling ist Mitglied im Deutschen Künstlerbund. Er lebt und arbeitet in Wuppertal und Düsseldorf.

## Werk
Ausgangspunkt der Arbeit Michael Seelings ist es, aus zivilisatorischen und kulturellen Prozessen bildhauerisches Handeln abzuleiten. Seine Arbeiten entstehen gleichsam als »Standbilder« aus Sequenzen dieser Prozesse. In der skulpturalen Realisierung verdichten sich diese Ausschnitte zu einem Kondensat und monumentalisieren sich über die angewandten Methoden im jeweils eingesetzten Material. Aus der Kombination verschiedener singulärer Arbeiten entstehen im Fortgang ausgreifende Beziehungsgeflechte.
Das Œuvre des Künstlers lässt sich in folgende Werkgruppen unterteilen:

### Tensionale Steinbildhauerei

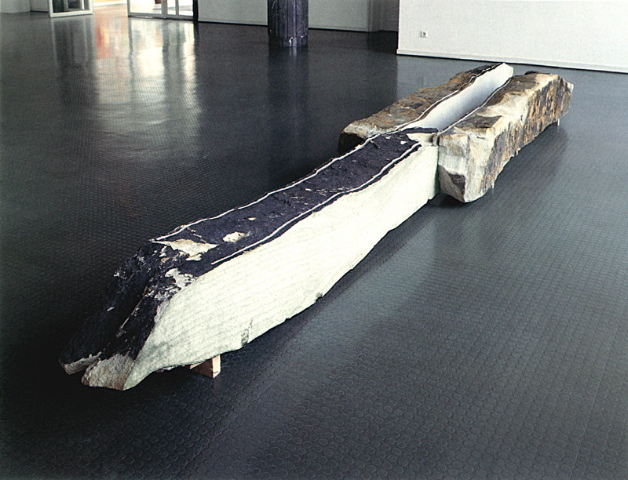
Dreigeteilter Block (1993)
Sammlung Städtisches Museum Abteiberg, Mönchengladbach
(Foto: Werner Hannappel)

Durch seine bereits während des Studiums am Ende der 1980er Jahre entwickelte tensionale Steinbildhauerei – vom Künstler auch schlicht als »Biegearbeiten« tituliert – erlangte Michael Seeling zu Beginn der 1990er Jahre erste Bekanntheit. Hierbei setzte er sich mit den physikalischen Eigenschaften und Grenzen des Natursteins auseinander, um daraus Gestaltungsprinzipien für seine Skulpturen abzuleiten.
Unter Ausnutzung der Elastizität oder Spannkraft des Steins werden physikalisch-kausale Beziehungssysteme konstruiert, indem inhärente wie äußere Kräfte auf das Material einwirken. Dünne Steinstreifen werden unter Spannung gesetzt und gebogen. Steinblöcke oder -platten werden fast der ganzen Länge nach eingeschnitten, so dass sie den dadurch entstehenden Teilstücken nur noch an einem Ende ein Minimum an Zusammenhalt gewähren. Bei entsprechend dünnen Abschnitten reicht im Prinzip schon die Schwerkraft aus, um, als sichtbares Indiz einwirkender Kräfte, eine Deformation des Steins zu bewirken. Die tensionale Steinbildhauerei Michael Seelings führt dem Betrachter eine Flexibilität und Dynamik des klassischen Materials Stein vor Augen, die dieser aus seiner Alltagserfahrung heraus niemals für möglich gehalten hätte.
Um das Gestaltungsprinzip, Beziehungssysteme als Skulptur zu begreifen, von rein physikalischen auch auf kulturelle Prozesse auszudehnen, wandte sich Michael Seeling in den 2000er Jahren stärker dem Gegenständlichen zu. Ausgehend von der Naturbetrachtung, wurde es ihm zunehmend wichtiger, die Skulptur im menschlichen Alltag zu verankern, um so deren orthodoxe Grenzen aufzuheben.

### Goldpieces

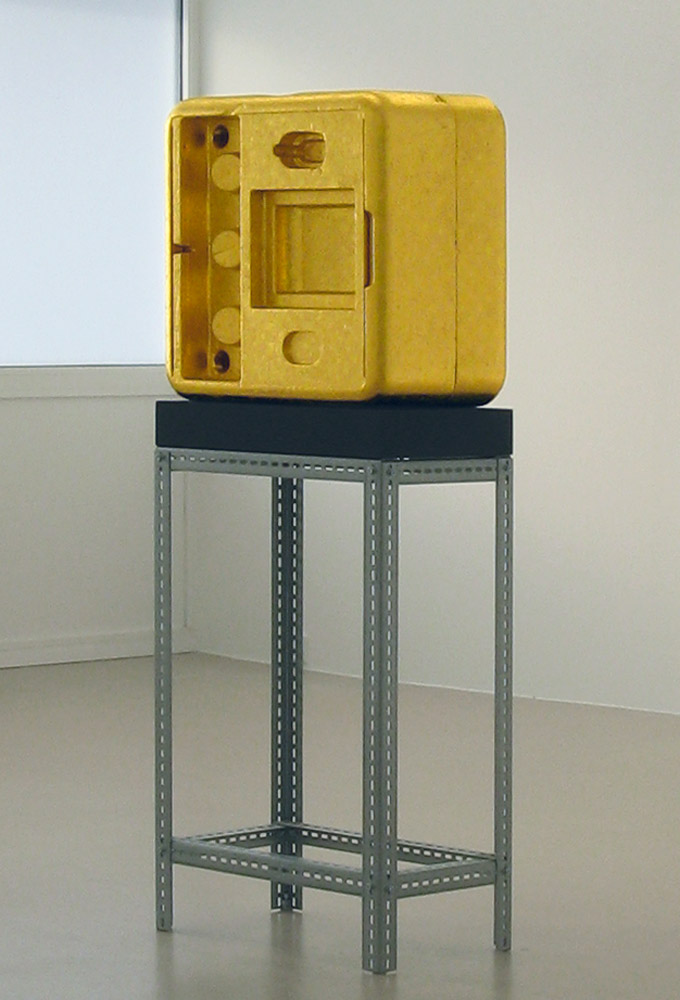
Goldpiece 344-241 GRAMS (2010)

Bei den Goldpieces (dt.: »Goldstücken«) werden in der Kombination der beiden extrem gegensätzlichen Materialien Gold und Styropor die Logiken von Waren- und Wertesystemen miteinander konfrontiert. Wobei der Künstler in der jeweiligen Ambivalenz der Materialien ihre Gemeinsamkeit ausmacht.
Die Goldpieces sind Skulpturen, die aus Styroporformteilen (Transportverpackungen für fragile Güter des Massenkonsums) bestehen. Diese von der Industrie nur nach zweckmäßigen, nicht nach ästhetischen Gesichtspunkten konstruierten Körper werden durch den Künstler im ironischen Zugriff mit größter Akribie vergoldet. Das Auflegen von Blattgold nobilitiert die rein funktional gestalteten Styroporbehälter, indem es ihre ursprünglich nicht intendierten, aber gleichwohl vorhandenen ästhetischen Qualitäten erscheinen lässt. Zugleich sind die so entstandenen skulpturalen Körper ihrer ursprünglichen Funktion gemäß auch Negativformen des zuvor umschlossenen Konsumgegenstandes. Sie sind also »Form« in doppeltem Sinne, einmal als eigenständige ästhetische Artefakte und zugleich auch als funktionale »Form« (Gussform/Abformung), wie sie im klassischen bildhauerischen Verfahren des Kunstgusses Verwendung findet.
Im Kontext der Präsentation bilden die zu Skulpturen transformierten Styroporformteile eine völlig neue Klasse von Gegenständen, wobei die ästhetischen Qualitäten die ökonomisch-funktionalen ablösen. Die den Goldpieces unterstellten Sockel sind zwar als Bestandteil der Skulptur aufzufassen, haben aber – gleichsam als Reminiszenz an die ursprüngliche Zweckgebundenheit der Styroporformteile – selbst wiederum nur rein funktionalen Charakter.

„Der Bildhauer ordnet und belebt den Raum, gibt  ihm Bedeutung. Ordnung und Bedeutung müssen nach meiner Meinung unserer Zeit und ihrem besonderen Geist entsprechen.“

### Pflanzungen

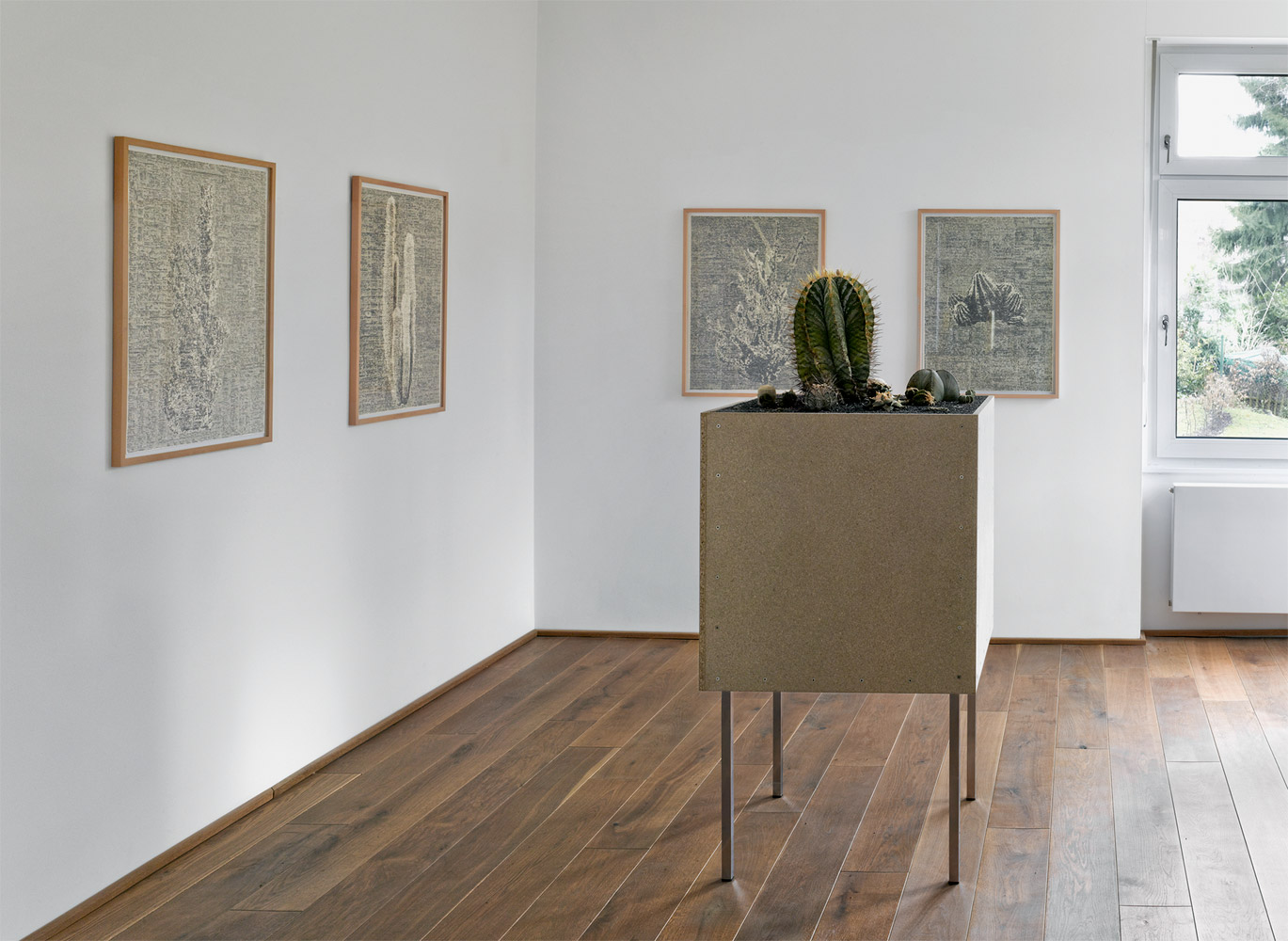
Kakteenpflanzung mit Matrix Kakteenporträts (2013)
(Foto: Dejan Sarić)

In der Werkgruppe der Pflanzungen findet in Analogie zu den Goldpieces wiederum eine Transformation zum skulpturalen Artefakt statt. Ausgangspunkt dieser Verwandlung ist jedoch nicht ein funktional-technisches Konstrukt, sondern der lebendige Naturgegenstand (Kaktee).
Die durch den Künstler wie auch durch die Rezipienten den Kakteen von vornherein zuerkannte skulpturale Qualität wird bewusst eingesetzt und im Ausstellungskontext besonders augenfällig. In den Pflanzungen ereignen sich die Kakteen als autonome Skulpturen, die dem Betrachter gleichberechtigt gegenüberstehen, indem sie ihm nahezu auf Augenhöhe präsentiert werden. Herausgelöst aus ihrem natürlichen Habitat, fungierten sie in der Exposition als Bindeglied zwischen Kunstwelt und Natur (Umwelt). In der Kombination mit den matrikularen Zeichnungen (siehe nächstes Unterkapitel) sind sie zudem Ankerpunkte des durch die Zeichnungen noch weiter ausgreifenden Beziehungsgeflechtes, welches sich im physikalischen wie im subjektiven Wahrnehmungsraum des Betrachters erstreckt.

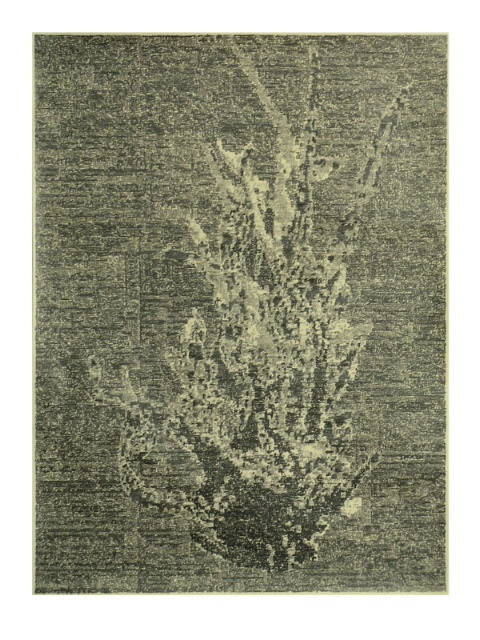
Matrix Opuntia monacantha (2012)

Konstitutiv für das subjektive Bezugssystem des Betrachters ist der historische Kontext, der verweisende Charakter der Kakteenpflanzen. Michael Seeling spielt mit der Auswahl dieser Pflanzengattung gezielt auf zeitgeschichtliche (kolonialistische, imperialistische) Hintergründe an, was auch den zunehmend konzeptuellen Charakter seiner Arbeiten andeutet. Natürlicherweise kommen Kakteen nur auf dem amerikanischen Kontinent vor. Durch ihre Verbringung in andere Seinszusammenhänge – wie Verpflanzung, Züchtung, botanische Katalogisierung oder Domestizierung – werden sie zu Zeugen europäischer Aneignungsstrategien.

### Matrikulare Zeichnungen

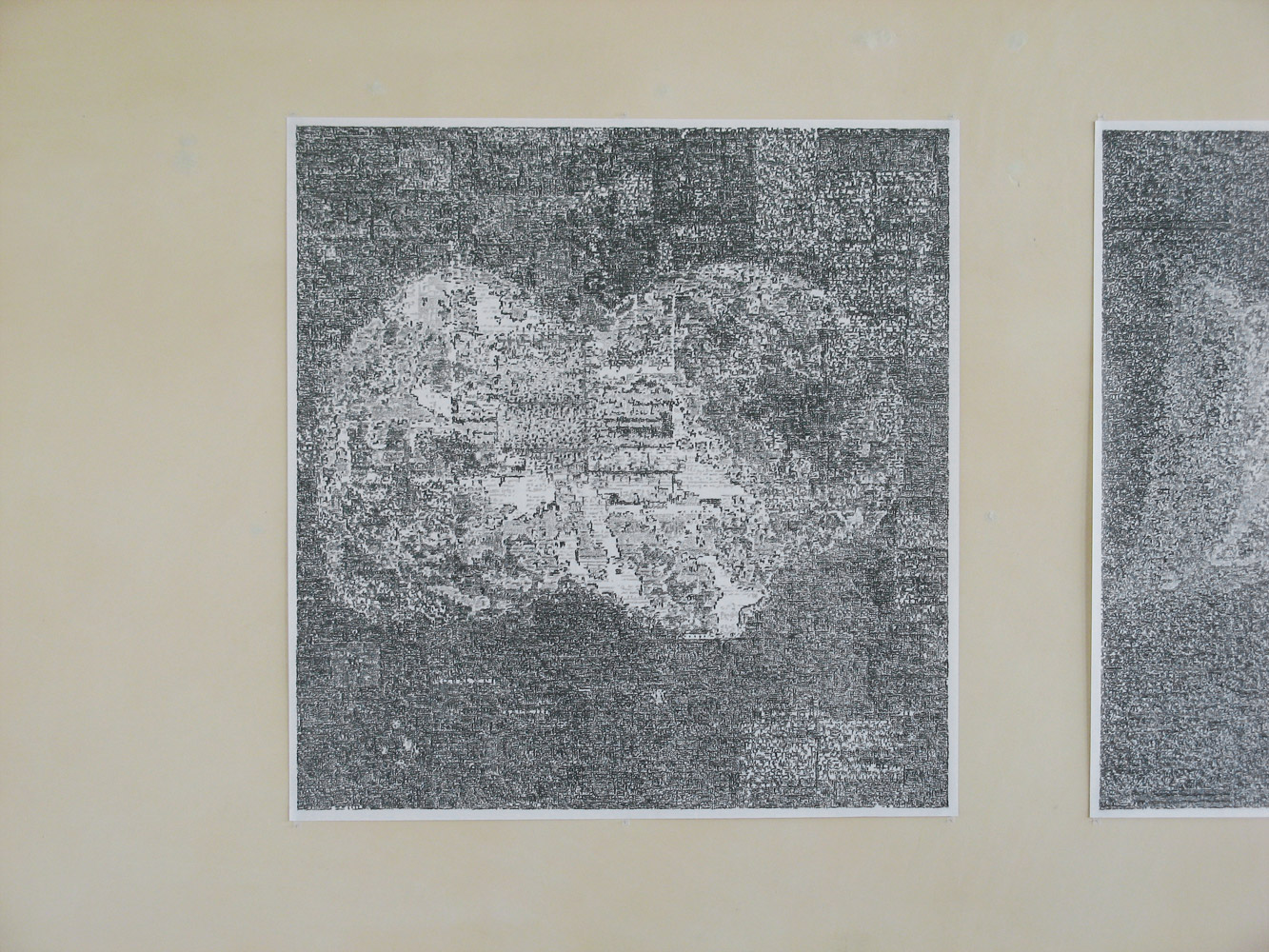
Matrix MZ3 Ameisennebel (2007)

Die matrikularen Zeichnungen zeigen, aus einer gewissen Distanz betrachtet, Abbildungen konkreter Phänomene. Gegenstände der Zeichnungen sind: Pflanzenporträts (Kakteen aus der Sammlung des Künstlers), Supernovae (nach Fotografien von Weltraumteleskopen und als Ursprung des Elements Gold) sowie Goldminen und Straflager (als Orte der Goldgewinnung und Ausbeutung von Mensch und Natur).
Aus der Nähe gesehen, offenbaren die Zeichnungen die tabellarische Struktur einer Matrix. Bildträger ist unbedrucktes Zeichenpapier, in dessen gedachte Rasterung (als wäre es kariertes Rechenpapier) mittels Bleistift Schraffuren mit einem Neigungswinkel von 45° gezeichnet werden. Durch Verwendung verschiedener Bleistiftstärken wird die Helligkeitsabstufung der Grauwerte zwischen den einzelnen Schraffuren (Bildpunkten) variiert. Die geneigten Schraffuren entsprechen dem Gestus des Schreibens, aber auch die fortgesetzte punktuelle Einwirkung des Meißels auf den Stein kann mit ihnen assoziiert werden.
Die Konzeptualität der matrikularen Zeichnungen beziehungsweise ihr Abstraktionsgrad wird noch forciert, wenn sie als Gegenstand den Satzspiegel wissenschaftlicher oder journalistischer Texte abbilden, die wiederum den Themenkreisen Kakteenkunde, Gold, Astronomie, Imperialismus etc. entstammen. Wobei weder aus nächster Nähe noch aus größerer Entfernung die zugrunde liegenden Artikel »gelesen« werden können. Die angewandte Zeichentechnik der schraffierten Rasterung fokussiert sich ganz auf die proportionale, die rein visuelle Darstellung der abgebildeten Satzspiegel. Evoziert wird ein Eindruck der Texte, den ein Betrachter mit äußerst unscharfem Blick gewinnen würde oder wie ihn jemand hätte, der die besitzergreifende Kulturtechnik des Lesens gar nicht besäße.
In Kombination mit den Goldpieces und Pflanzungen entstehen über die einzelnen Arbeiten hinausgreifende Bezugssysteme. Diese Beziehungsgeflechte sind sowohl räumlicher wie thematischer Art. Bei neueren Zeichnungen lösen sich die Themen zunehmend von denen der Skulpturen und Pflanzungen und werden auf eine Vielzahl anderer Sujets ausgeweitet. Die matrikularen Zeichnungen nehmen dann auf struktureller, ästhetischer und sinnlicher Ebene Bezug auf die skulpturalen Objekte.

## Ausstellungen (Auswahl)

### Einzelausstellungen
- 1991: Steinspannungen, Atelier-Galerie-Kollektiv, Wuppertal
- 1992: Splitting, Räume für neue Kunst – Rolf Hengesbach, Wuppertal
- 1994: Michael Seeling – Skulpturen, Museum Abteiberg, Mönchengladbach (Katalog)
- 1995: Michael Seeling, Räume für neue Kunst – Rolf Hengesbach, Wuppertal
- 1999: Interspace, Kunsthalle Göppingen (Katalog)
- 1999: Interspace, Kunstverein Bochum (Katalog)
- 1999: Michael Seeling, Räume für neue Kunst – Rolf Hengesbach, Wuppertal
- 2003: Michael Seeling, Räume für neue Kunst – Rolf Hengesbach, Wuppertal
- 2003: Homing, Galerie Rolf Hengesbach, Köln
- 2007: »gistreuui«, Galerie KU 28, Essen (Katalog)
- 2012: Raumgedicht, Glashaus Worringer Platz, Düsseldorf
- 2013: Goldpieces, Pflanzungen, Zeichnungen, Kunstraum Hengesbach, Wuppertal
- 2014: Eine Piazza für alles und ein Jedes auf seiner Piazza, Museum gegenstandsfreier Kunst (MgK), Otterndorf (Katalog)
- 2016: Nicola Schrudde/Michael Seeling – viriditate, Neuer Kunstverein Wuppertal[5]

### Gruppenausstellungen
- 1987: documenta forum, Kassel
- 1987: Kunstverein Eisenturm Mainz (KEM)
- 1990: Ausstellung/Aufstellung, Kunsthalle Barmen, Wuppertal
- 1990: Gießhaus, Kassel
- 1991: Halle K18, Kassel
- 1992: Stadtgalerie Bamberg – Villa Dessauer (mit der Künstlergruppe INFuG/DAS INSTITUT), Bamberg
- 1993: Ibbenbürener Sandsteinsymposion
- 1994: Kunstmuseum Jaroslawl (mit U. Schröder, A. Schwietzke, J. Zähringer), Jaroslawl (Russland)
- 1996: Coslart, Centro Cultural Margarita Nelken, Madrid
- 2002: 100 Jahre Von der Heydt-Museum, Kunsthalle Barmen, Wuppertal
- 2003: Teilnahme an der Art Basel
- 2012: 20 Years Hengesbach Gallery, Hengesbach Gallery, Berlin
- 2012: Das Eigene und Andere in der Fotografie – Eine Ausstellung für Hannah Höch, Projektraum des Deutschen Künstlerbundes, Berlin
- 2015: Avant La Devantgarde, Ackerloft, PADE Kunstverein e.V., Düsseldorf
- 2015: private view 2, Städtische Galerie, Villingen-Schwenningen (Katalog)[6]
- 2016: Vor der Skulptur – Bildhauerzeichnungen (mit Tina Haase, Karin Hochstatter, Birgit Werres), Galerie Ulrich Mueller, Köln